# Давид Отіашвілі
Давид Отіашвілі (груз. დავით ოთიაშვილი; нар. 9 квітня 1980) — грузинський борець вільного стилю, срібний призер чемпіонату Європи, бронзовий призер чемпіонату світу серед студентів.

## Життєпис
Боротьбою почав займатися з 1993 року. У 1996 році став чемпіоном світу серед кадетів. У 1999 році завоював срібну медаль чемпіонату Європи серед юніорів та бронзову медаль чемпіонату світу серед юніорів. Наступного року на світовій юніорській першості знову став бронзовим призером.
Виступав за борцівський клуб «Мартве» Тбілісі. Тренер — Олександр Кахніашвілі.
Після завершення кар'єри борця перейшов на тренерську роботу. Серед вихованців — чемпіон світу Зураб Якобішвілі.

## Спортивні результати на міжнародних змаганнях

### Виступи на Чемпіонатах світу
| Змагання                        | Збірна | Вагова категорія           | Місце |
| ------------------------------- | ------ | -------------------------- | ----- |
| Чемпіонат світу з боротьби 2002 | Грузія | вільна боротьба, до 120 кг | 4     |

### Виступи на Чемпіонатах Європи
| Змагання                         | Збірна | Вагова категорія           | Місце  |
| -------------------------------- | ------ | -------------------------- | ------ |
| Чемпіонат Європи з боротьби 2002 | Грузія | вільна боротьба, до 120 кг | Срібло |
| Чемпіонат Європи з боротьби 2004 | Грузія | вільна боротьба, до 120 кг | 6      |
| Чемпіонат Європи з боротьби 2005 | Грузія | вільна боротьба, до 120 кг | 7      |
| Чемпіонат Європи з боротьби 2009 | Грузія | вільна боротьба, до 120 кг | 5      |

### Виступи на Кубках світу
| Змагання                    | Збірна | Вагова категорія           | Місце |
| --------------------------- | ------ | -------------------------- | ----- |
| Кубок світу з боротьби 2006 | Грузія | вільна боротьба, до 120 кг | 6     |

### Виступи на інших змаганнях
| Змагання                                        | Збірна | Вагова категорія           | Місце  |
| ----------------------------------------------- | ------ | -------------------------- | ------ |
| Міжнародний меморіал Дейва Шульца 2004          | Грузія | вільна боротьба, до 120 кг | 4      |
| Чемпіонат світу з боротьби серед студентів 2005 | Грузія | вільна боротьба, до 120 кг | Бронза |
| Золотий Гран-прі з боротьби 2009                | Грузія | вільна боротьба, до 120 кг | 9      |
| Золотий Гран-прі з боротьби 2010 (Баку)         | Грузія | вільна боротьба, до 120 кг | 16     |

### Виступи на змаганнях молодших вікових груп
| Змагання                                       | Збірна | Вагова категорія           | Місце  |
| ---------------------------------------------- | ------ | -------------------------- | ------ |
| Чемпіонат світу з боротьби серед кадетів 1996  | Грузія | вільна боротьба, до 95 кг  | Золото |
| Чемпіонат світу з боротьби серед юніорів 1997  | Грузія | вільна боротьба, до 115 кг | 9      |
| Чемпіонат Європи з боротьби серед юніорів 1999 | Грузія | вільна боротьба, до 97 кг  | Срібло |
| Чемпіонат світу з боротьби серед юніорів 1999  | Грузія | вільна боротьба, до 97 кг  | Бронза |
| Чемпіонат Європи з боротьби серед юніорів 2000 | Грузія | вільна боротьба, до 97 кг  | 8      |
| Чемпіонат світу з боротьби серед юніорів 2000  | Грузія | вільна боротьба, до 97 кг  | Бронза |